# Frenštát pod Radhoštěm

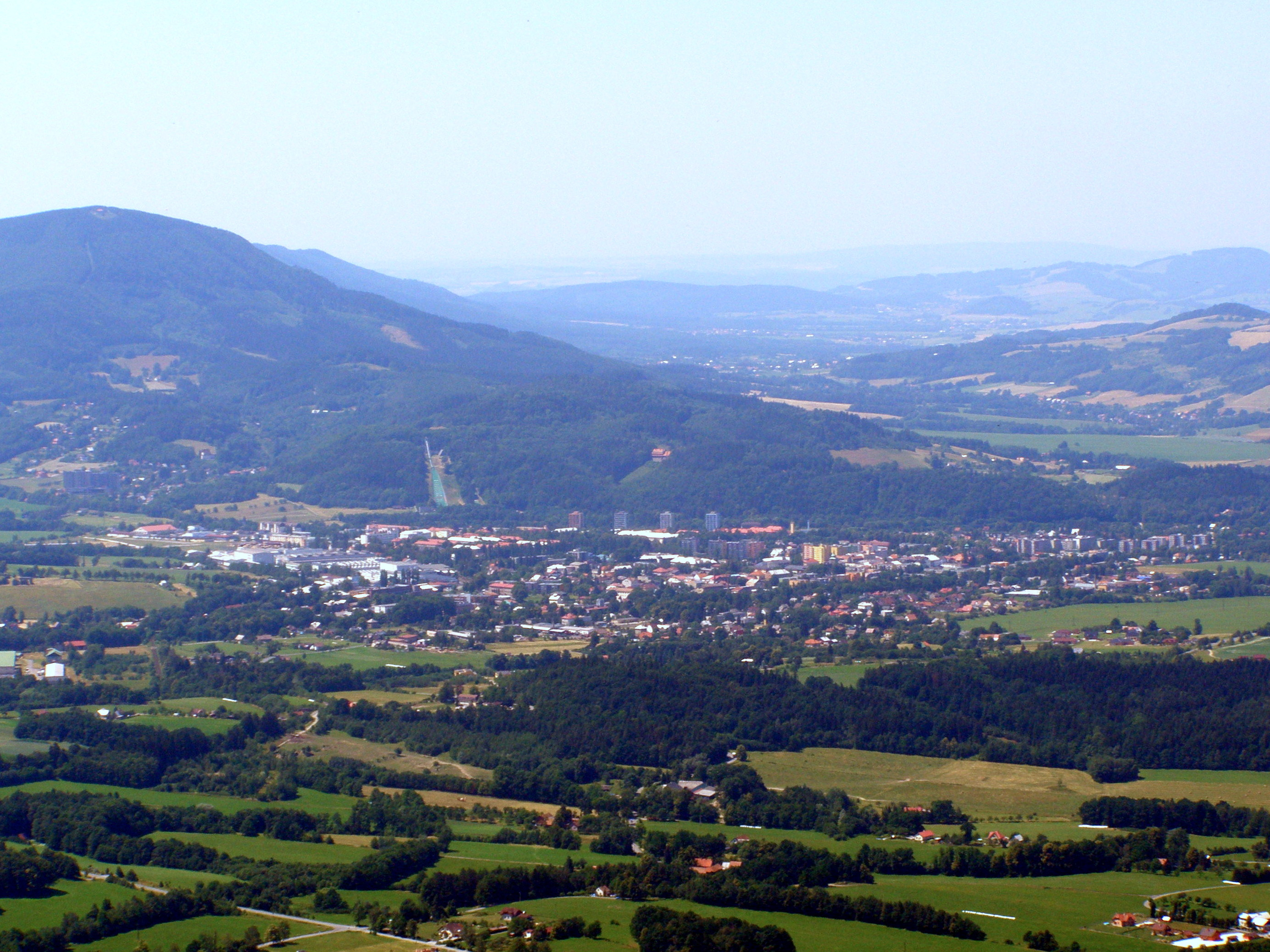
Blick von der Skalka auf Frenštát pod Radhoštěm

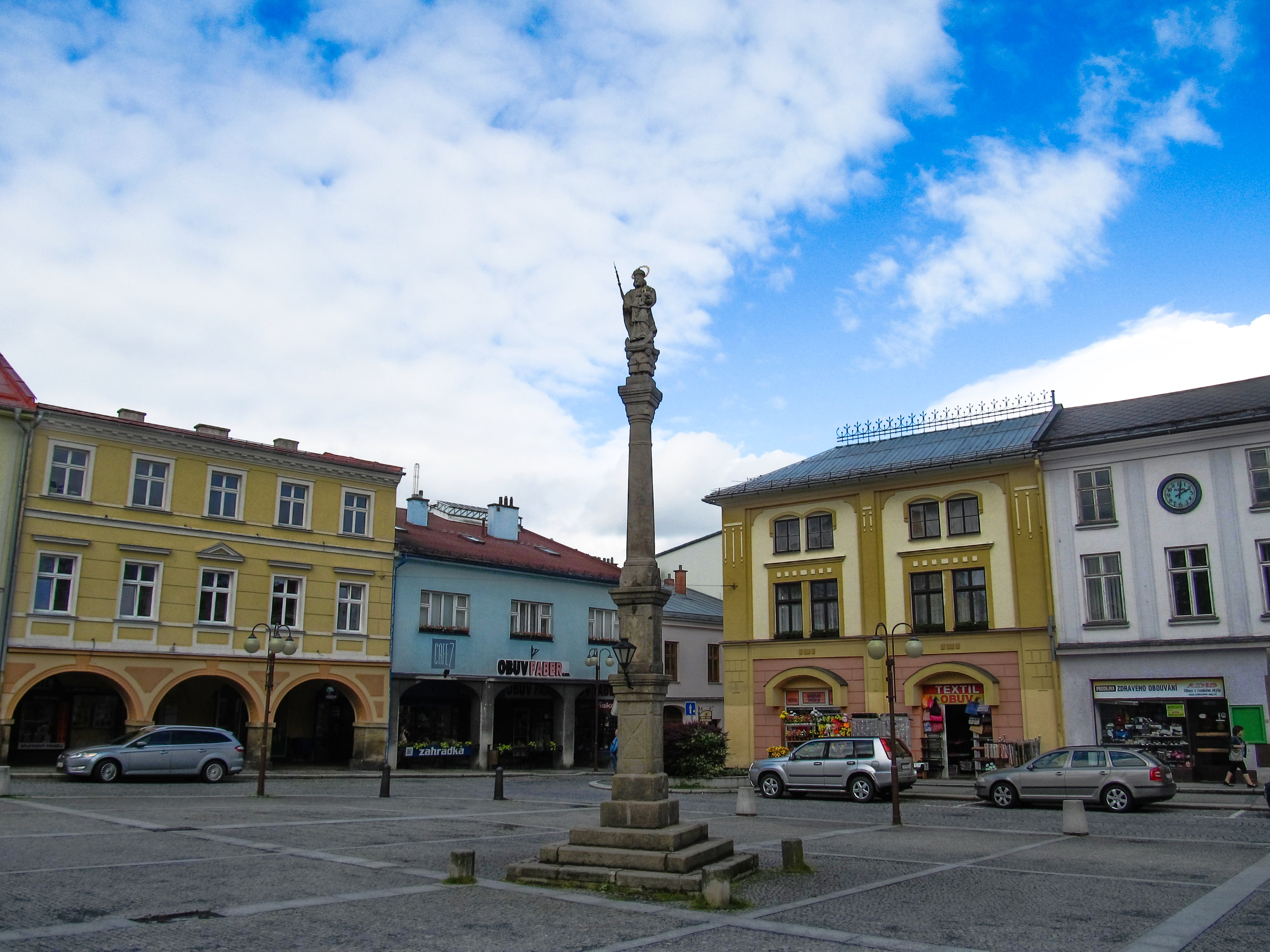
Mariensäule auf dem Ring

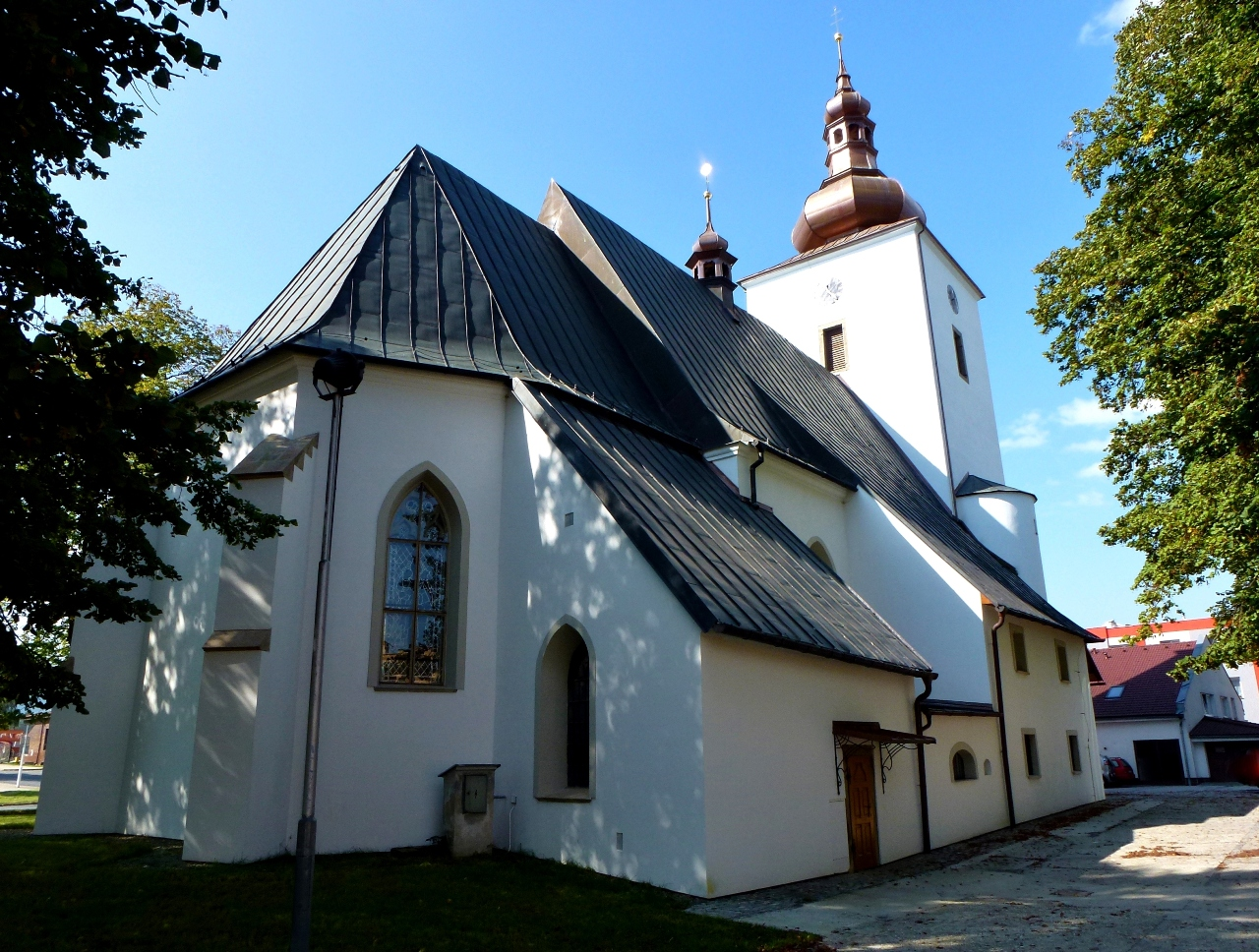
Kirche Johannes des Täufers

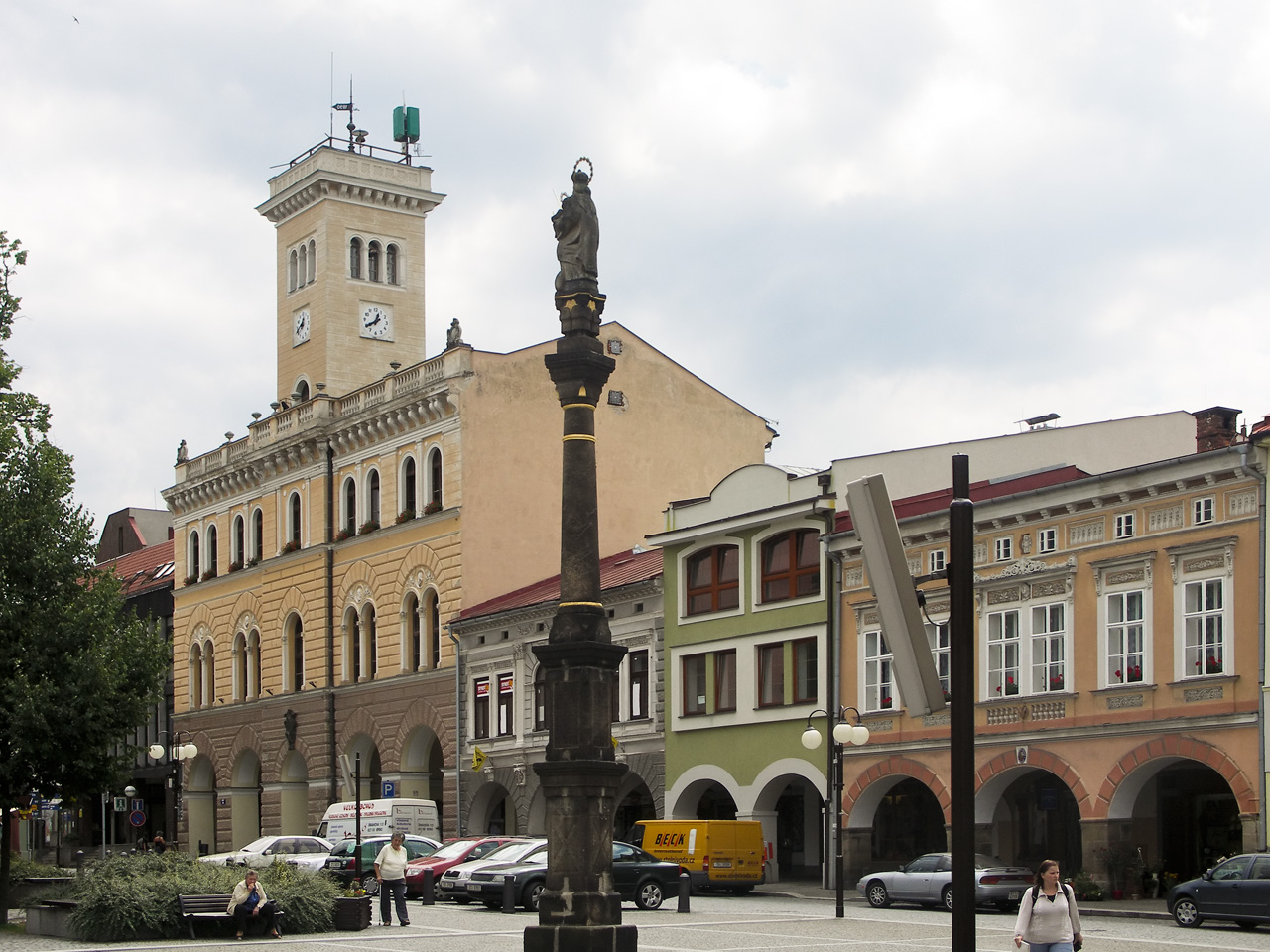
Rathaus

Frenštát pod Radhoštěm (deutsch Frankstadt unter dem Radhoscht) ist eine Stadt in Tschechien. Sie liegt 31 Kilometer südlich von Ostrava und gehört zum Okres Nový Jičín. Die Stadt liegt in der Landschaft Lachei im nordöstlichsten Mähren.

## Geographie
Frenštát pod Radhoštěm befindet sich am Fuße der Mährisch-Schlesischen Beskiden an der Einmündung des Bystrý potok in die Lubina. Oberhalb der Stadt mündet die Lomná in den Bystrý potok. Östlich erhebt sich die Skalka (964 m), im Südosten die Velká Stolová (1049 m), Tanečnice (1084 m) und Noříčí hora (1047 m), südlich der Radhošť (1129 m), südwestlich der Velký Javorník (918 m) und im Westen der Horečky (565 m). Durch die Stadt führt die Staatsstraße 58 von Příbor nach Rožnov pod Radhoštěm.
Nachbarorte sind Tichá im Norden, Kunčice pod Ondřejníkem im Osten, Liščí Mlýn und Planiska im Südosten, Trojanovice, Buzkovice und Kopaná im Süden, Bartošky und Horečky im Südwesten, Paseky und Bordovice im Westen sowie Lichnov im Nordwesten.

## Geschichte
Frankenstat wurde zwischen 1293 und 1318 im Zuge der deutschrechtlichen Kolonisation des Beskidenvorlandes durch den Besitzer der Herrschaft Schauenstein, Heinrich von Hückeswagen, als wirtschaftliches Zentrum der Herrschaft gegründet und nach seinem 1293 verstorbenen Vater Frank von Hückeswagen benannt. Die erste urkundliche Erwähnung stammt von 1382, als Birsak von Frankenstadt als Zeuge bei der Erteilung des Privilegs für Einsetzung eines Vogtes in Sawersdorf durch die Besitzer von Schauenstein, die Brüder Wenzel und Bernhard von Wigstein, auftrat. Nachdem die Herrschaft Schauenstein 1437 an Hochwald angeschlossen wurde, gehörte das Städtchen zur bischöflichen Herrschaft Hochwald. Während der Hussitenkriege erfolgte der Niedergang von Frankstadt. In den Wäldern um das Städtchen waren während der zweiten Kolonisationsphase durch walachische Holzfäller eine Vielzahl von Paseken entstanden. Im 16. Jahrhundert begann der Bergbau auf Eisenerz, zu dessen Verarbeitung ein Hammerwerk und Hütte angelegt wurde. 1598 schlossen sich die Weber zur ersten Zunft in Frenštát zusammen. Im Dreißigjährigen Krieg endete der wirtschaftliche Aufschwung 1626 mit der Besetzung und Plünderung durch dänische und 1646 durch schwedische Truppen sowie aufständische Walachen. Bis 1657 war die Einwohnerzahl von Frenštát auf 157 gesunken, hinzu kamen noch 56 Pasekaren, die in den Wäldern lebten. 1661 und beim Einfall der Ungarn im Jahre 1680 vernichteten Brände große Teile des Ortes. In der ersten Hälfte des 18. Jahrhunderts suchten sich die Pasekaren aus ihren Verpflichtungen gegenüber Frenštát loszulösen. Nach langen Zwistigkeiten entstand schließlich 1748 das Pasekarendorf Troyersdorf. In der Mitte des 18. Jahrhunderts lebten in Frenštát 2700 Menschen und die Tuchweberei bildete eine wesentliche Erwerbsquelle. 1781 wurde Frenštát zur Stadt erhoben.
Nach der Aufhebung der Patrimonialherrschaften bildete Frenštát ab 1850 eine Stadtgemeinde im Bezirk Mistek. Zu dieser Zeit setzte eine große Auswanderungswelle nach Nordamerika ein, die bis zum Beginn des 20. Jahrhunderts anhielt. Hauptauswanderungsziel war Texas. In dieser Zeit entstand eine Textilfabrik und Michael Thonet gründete eine Bugmöbelfabrik. Mit dem Gebirgsverein für den Radhošť wurde 1884 in Frenštát der erste tschechische Touristenverein gegründet. 1888 wurde Frenštát durch eine Strecke der Kaiser-Ferdinands-Nordbahn an das Eisenbahnnetz angeschlossen. 1921 wurde der Stadtname um den Zusatz pod Radhoštěm erweitert. 1930 lebten in der Stadt 5691 Menschen. Nach der deutschen Besetzung wurde die Stadt am 6. Mai 1945 nach schweren Kämpfen durch die Rote Armee eingenommen. Dabei wurden Teile von Frenštát pod Radhoštěm zerstört.
Nach dem Zweiten Weltkrieg wurde die Stadt zur Bezirksstadt erhoben. Zu dieser Zeit verlagerte das Elektromotorenwerk Zlín seine Produktion nach Frenštát. 1961 erfolgte die Auflösung des Okres Frenštát pod Radhoštěm und die Zuordnung der Stadt zum Okres Nový Jičín. Während der 1970er Jahre entstanden auf der grünen Wiesen die Wohnsiedlungen Školská čtvrť und Beskydské sídliště, für die einige Vorstadtstraßen und die kleinen Ansiedlungen Sladká ďura, Podříčí und Podkopčí abgerissen wurden. In der zweiten Hälfte des 20. Jahrhunderts entwickelte sich Frenštát pod Radhoštěm zu einem Wintersportzentrum und am Horečky entstand die Schanzenanlage Areal Horečky. Das historische Stadtzentrum ist seit 2003 städtisches Denkmalschutzgebiet.

## Gemeindegliederung
Für die Stadt Frenštát pod Radhoštěm sind keine Ortsteile ausgewiesen. Zu Frenštát pod Radhoštěm gehören die Ansiedlungen Bartošky, Horečky, Horní, Kopaná, Liščí Mlýn, Lubina, Papratná und Planiska. Grundsiedlungseinheiten sind Bartošky-Papratná, Beskydské sídliště, Frenštát pod Radhoštěm-střed, Horečky, Horní, Kopaná, Na drahách, Planiska, U parku, U soutoku und Závodí.

## Städtepartnerschaften
- Harrachov, Tschechien (2015)
- Krásno nad Kysucou, Slowakei (2012)
- La Grange, Texas, USA (2002)
- Ustroń, Polen (2009)[4]

## Sehenswürdigkeiten
- Rathaus, neoromanischer Bau, errichtet 1891
- Die restauriert Originalstatue des Radegast aus dem Jahre 1930 in der Rathaushalle.
- Marktplatz mit Bürgerhäusern aus dem 17.–19. Jahrhundert
- Kirche Johannes des Täufers, spätgotischer Bau aus dem Jahre 1634
- Pfarrkirche St. Martin, errichtet 1661 anstelle eines abgebrannten Vorgängerbaus
- Mariensäule auf dem Markt, errichtet 1686
- Statue des hl. Florian auf dem Markt, geschaffen 1773
- Neptunbrunnen auf dem Markt, errichtet 1840
- Wallfahrtskapelle der Jungfrau Maria von Lourdes in Horečky, erbaut 1902
- Schule, erbaut 1876, heute Museum zur Geschichte der Stadt sowie der Leinen- und Tuchweberei

## Söhne und Töchter der Stadt
- Viktor Staal (1909–1982), österreichischer Schauspieler
- Ladislav Adamec (1926–2007), letzter kommunistischer Ministerpräsident der ČSSR
- Jiří Raška (1941–2012), Skispringer
- Jiří Parma (* 1963), Skispringer
- Jaroslav Sakala (* 1969), Skispringer
- Martin Kasík (* 1976), Pianist